# August Weber
Johann Baptist Wilhelm August Weber (Francoforte sul Meno, 10 gennaio 1817 – Düsseldorf, 11 settembre 1873) è stato un pittore tedesco della scuola di pittura di Düsseldorf.

## Biografia

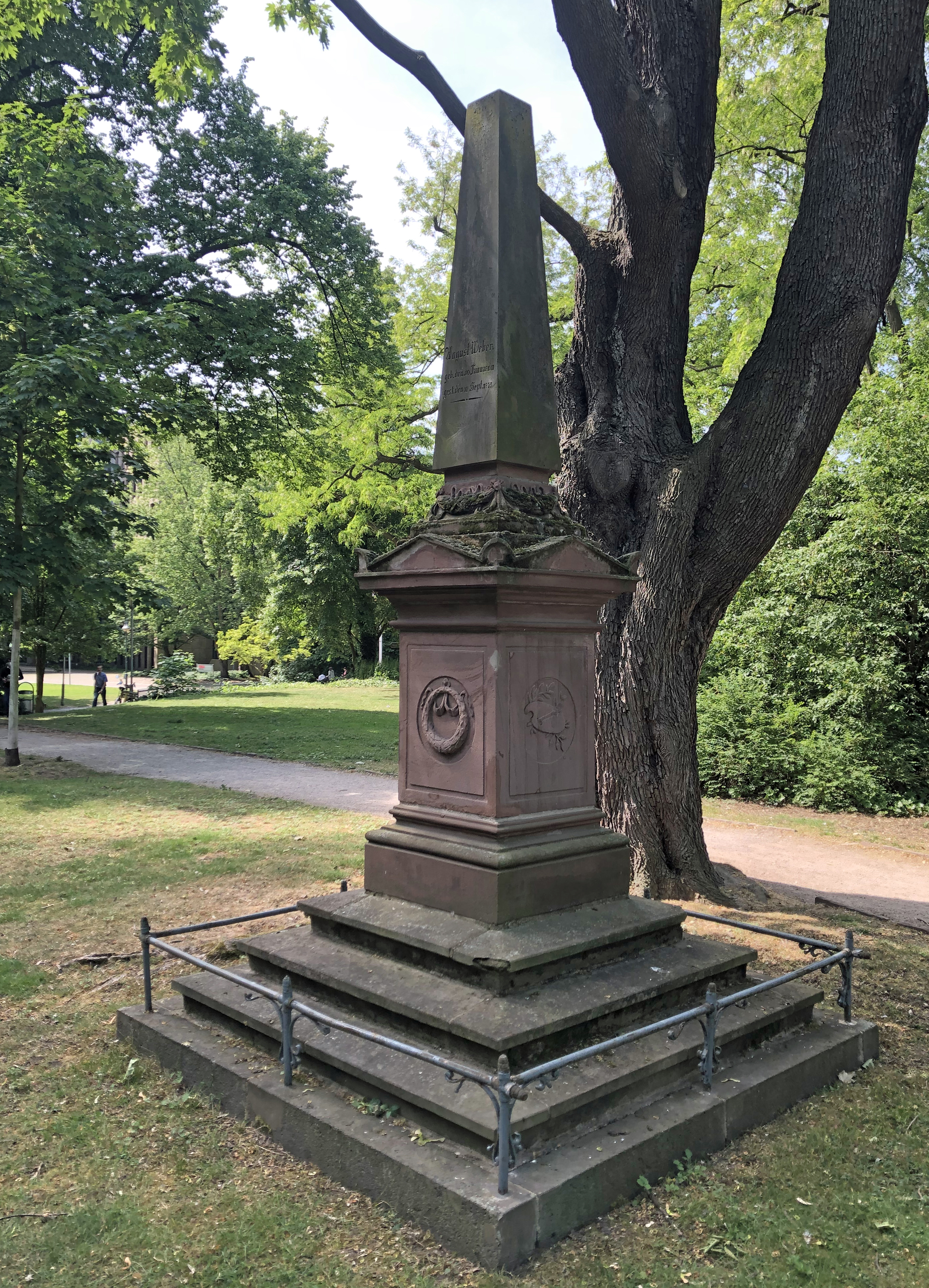
La tomba di August Weber al Golzheimer Friedhof di Düsseldorf (2020)

Weber iniziò i suoi studi come paesaggista con il pittore di Francoforte Heinrich Rosenkranz, che proseguì poi nel 1835 con il pittore di corte Johann Heinrich Schilbach a Darmstadt, con il quale intraprese anche un viaggio di studio in Svizzera. Dal 1836 al 1838 fu studente presso lo Städel Institute di Francoforte. Nell'autunno del 1838 si trasferì a Düsseldorf, dove frequentò l'accademia per un anno, ma in seguito formò lui stesso molti studenti, tra cui Theodor Martens, Otto Odebrecht e John Robinson Tait. Grazie al successo delle sue attività di insegnamento privato, fu nominato professore dal re di Prussia. Nel 1858 portò Jakob Maurer e Anton Burger da Francoforte a Düsseldorf.
Nel 1844 fu co-fondatore dell'Associazione degli artisti di Düsseldorf e membro del Malkasten. Nel 1863 divenne membro onorario del Düsseldorfer Künstler- Liedertafel e nel 1864 fu insignito del titolo di maestro onorario della Freien Deutschen Hochstifts für Wissenschaften, Künste und allgemeine Bildung a Francoforte. Weber era sposato dal 1844; la sua unica figlia morì nel 1857. Dal 1871 al 1872 gli fu proibito di dipingere da un medico a causa di un problema agli occhi, poi dipinse di nuovo, ma morì il 9 settembre 1873 di polmonite.

## Attività
Weber non seguì l'arte realistica allora prevalente, ma la vide come un mezzo per realizzare fantasie e pensieri poetici. È stato attestato che si è limitato a due soli tipi geografici di paesaggio (paesaggi alberati meridionali e brughiere settentrionali) e li ha modificati nella raffigurazione al punto da essere irriconoscibile. Insieme a Johann Wilhelm Schirmer, è considerato uno dei due "idealisti" della Scuola di Düsseldorf.
Tutti gli effetti e i dettagli dovevano essere subordinati all'effetto d'insieme idealistico, ad eccezione dei fenomeni naturali come il chiaro di luna o il paesaggio serale. Nella letteratura è anche indicato come "Mondschein-Weber",  probabilmente per distinguersi dal giovane contemporaneo di Francoforte Paul Weber.
Walter Cohen ha attestato all'opera di August Weber un "atteggiamento tardo romantico" e un'ispirazione di Salomon van Ruysdael. Tuttavia, questo punto di vista non è condiviso da altri critici.
Oltre ai dipinti di paesaggi, Weber realizzò anche disegni e acquerelli, oltre ad alcune litografie.

## Opere (selezione)

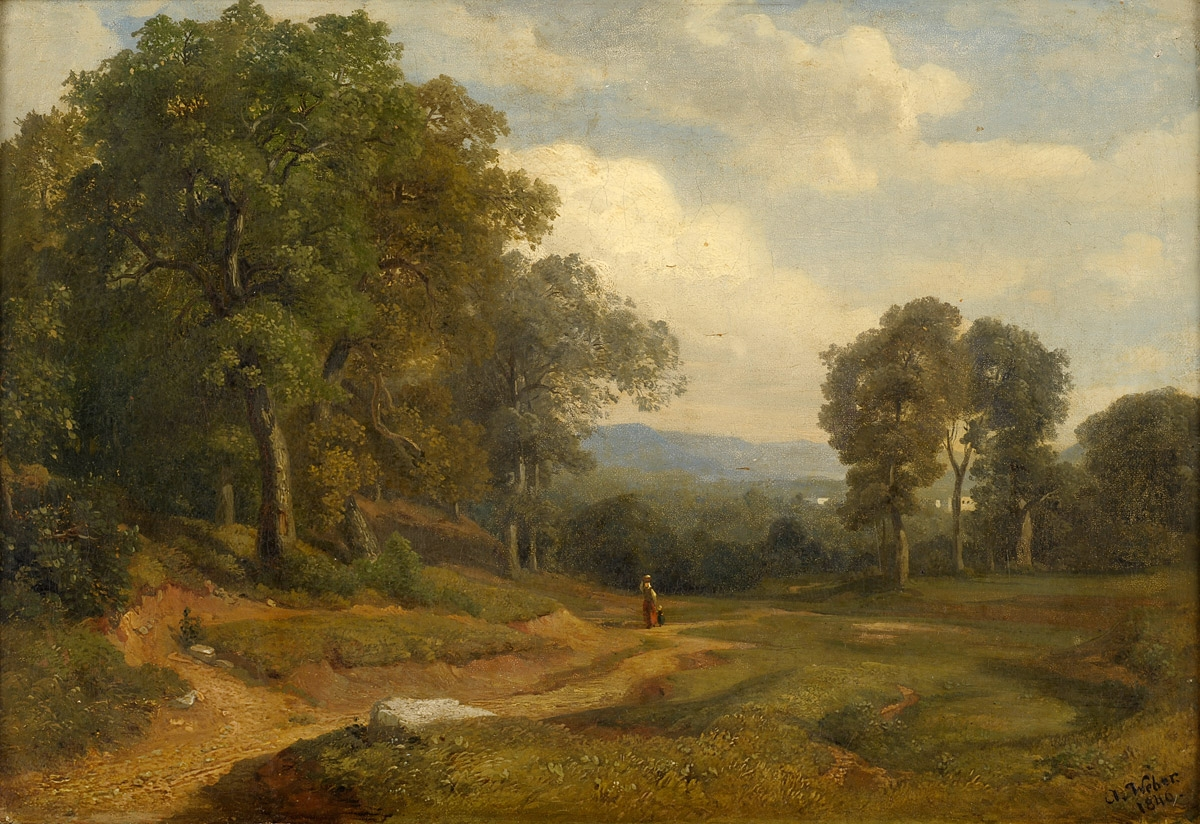
Paesaggio estivo, 1846

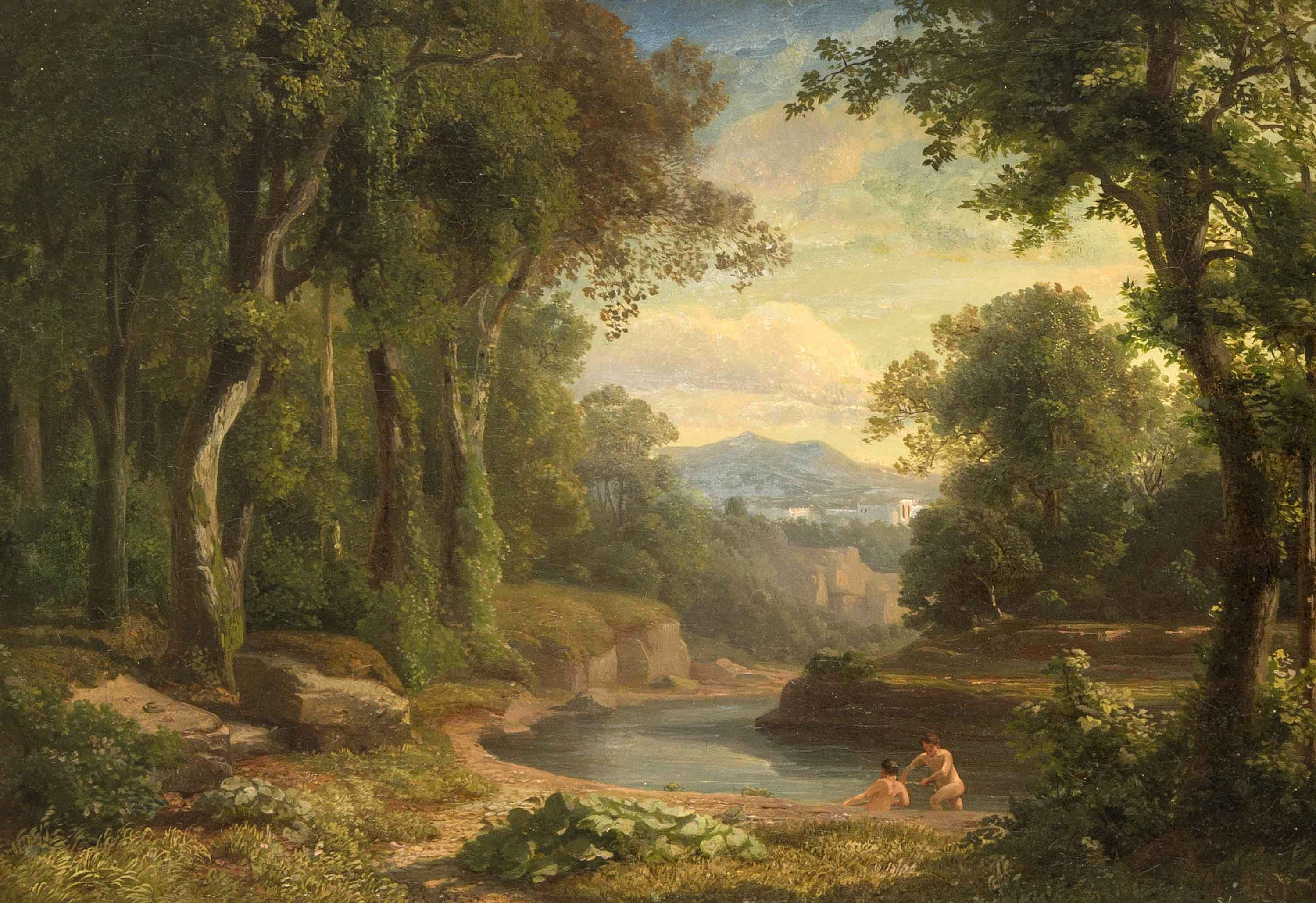
Paesaggio fluviale boscoso

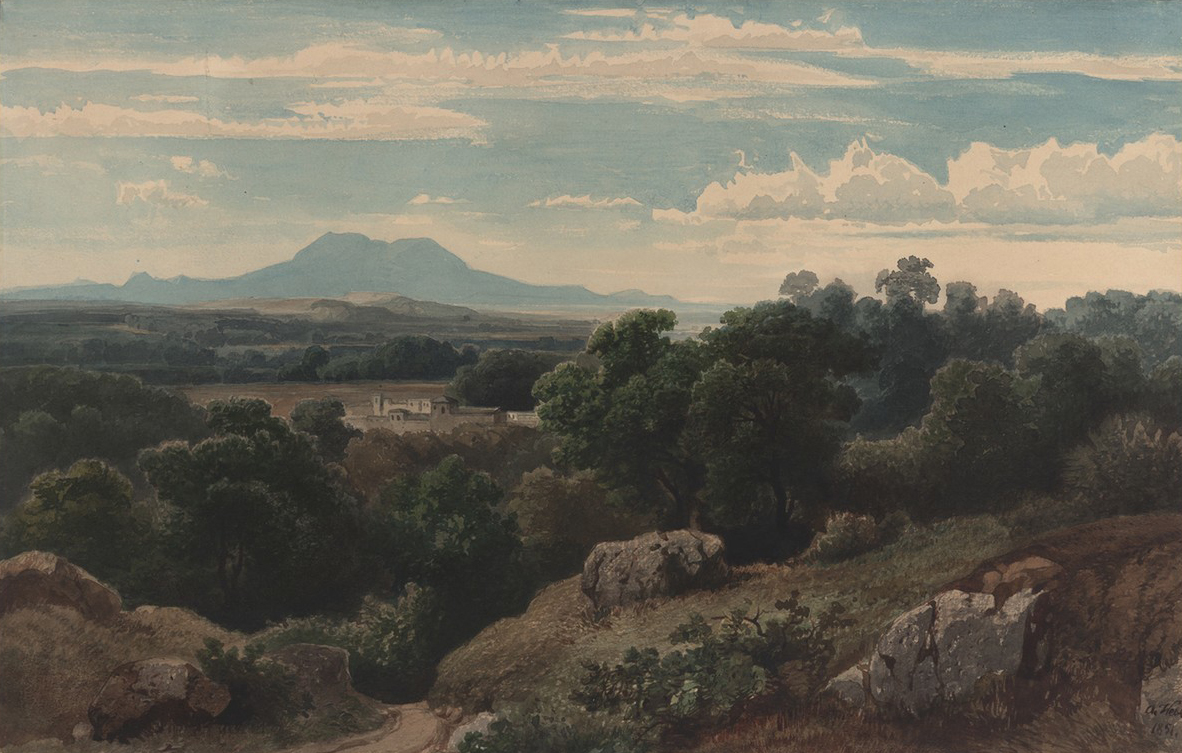
Paesaggio italiano con vista su Capri, acquerello 1851

### Opere
- Abendlandschaft, 1848, 48 × 63 cm, ehemals Sammlung Max Stern
- Waldpartie, 1851, 31 × 42 cm, im Potsdamer Stadtschloss, in der Jahrhundertausstellung deutscher Kunst 1906 gezeigt, ausgeliehen von Hermann Göring – heute verschollen.
- Neuss, 1852, 31 × 46,5 cm, Stadt Neuss
- Abendlandschaft, 1862, 81 × 105 cm, Öl auf Leinwand, ehemals Wallraf-Richartz-Museum, Köln. 1941 verkauft.
- Flusslandschaft, 67,5 × 96,5 cm, Privatbesitz, Öl auf Leinwand
- Waldlandschaft, 55,6 × 46,7 cm, Germanisches Nationalmuseum, Nürnberg
- Westfälische Landschaft, 110 × 158 cm, (Gebirgslandschaft mit See) Öl auf Leinwand
- Bewaldetes Flussufer, 33,5 × 52,5 cm, ehemals Sammlung Boguslaw Jolles, später Michael Berolzheimer
- Mondscheinlandschaft, 46 × 61 cm Museum der bildenden Künste, Leipzig

Momenti della giornata<br /> Il ciclo di opere "I giorni del giorno" fu commissionato dal re di Prussia e consisteva in quattro dipinti (mattino, mezzogiorno, sera e notte/paesaggio al chiaro di luna) di 110 × 157 cm, era di proprietà della Fondazione dei castelli prussiani e si trovava dal 1924 come Prestito del Ministero dell'Alimentazione e dell'Agricoltura del Reich. Tutti e quattro i dipinti sono scomparsi nel tumulto della guerra e sono considerati perduti.

### Acquerelli
- Paesaggio italiano con veduta di Capri, 1851, 22,1 × 34,45 cm, acquerello su carta, Wallraf-Richartz Museum
- Paesaggio fluviale, 1856, 23,7 × 36 cm, acquerello su carta, Fondazione Volmer Collection

### illustrazioni
- In: Raccolta di incisioni originali di artisti di Düsseldorf. Schulgen, Düsseldorf 1850. Edizione digitalizzata dell'Università e Biblioteca di Stato di Düsseldorf

Il lavoro di August Weber è stato gravemente decimato dalla seconda guerra mondiale, quindi le opere dei musei di Danzica e Königsberg sono considerate perdute, così come alcune di Berlino o della Germania Ovest o di collezionisti ebrei. Molte delle opere offerte sul mercato dell'arte non sono di questo August Weber, ma di un omonimo artista svizzero (1898-1957), un altro artista omonimo (1846-1928) lavorò come oste a Capri.